# Música gaúcha
A música gaúcha é um termo geral usado para se referir a música da cultura gaúcha. No Brasil é difundida principalmente no Rio Grande do Sul, Santa Catarina e Paraná.
Ao falar de música gaúcha, é necessário delimitar alguns termos que geralmente são usados de forma indistinta, mas referem-se a recortes da cultura popular folclórica do sul do Brasil e além de suas fronteiras, englobando também o Uruguai, Paraguai e Argentina. Academicamente falando a expressão mais adequada para designar esse gênero musical é a expressão "música gauchesca", dado que engloba subdivisões mais particulares e historicamente determinadas, como a música nativista e a música tradicionalista, que em si mesmas não representam a amplitude e diversidade desse gênero.

## Músicos e grupos musicais
Alguns artistas e grupos musicais que cultuam a música gaúcha: Adair de Freitas; Ademar Silva; Ademilson Gonçalves da Silva; Ademo Rieffel; Adelar e Honeide Bertussi (Irmãos Bertussi); Adriano Alvez; Adriano Lima; Alberi Silva; Albino Manique; Aldayr Vargas; Alex Hohenberger; Alma de Galpão; Alma musiqueira; Alma Serrana; Alvaro Feliciano; André Teixeira; Aparício Silva Rillo; Arnóbio Bilia; Bacudo; Baitaca; Beto Caetano; Berenice Azambuja; Bia Socek; Candieiro; Cássia Abreu; Cenair Maicá; César Oliveira e Rogério Melo; César Passarinho; Chiquito & Bordoneio; Clóvis Mendes; Crioulo dos Pampas; Cristian Camargo; Cristiano Quevedo; Daniel Torres; Dante Ramon Ledesma; Délcio Tavares; Edilberto Bérgamo; Eleandro e Zé Luiz; Ênio Medeiros; Erlon Pericles; Estação fandangueira; Elton Saldanha; Eco do Minuano & Bonitinho; Fabiano Bacchieri; Fátima Gimenez; Francisco Vargas; Garotos de Ouro; Gaúcho da Fronteira; Gildinho; Gildo de Freitas; Grupo Caverá; Grupo Marcação; Grupo Minuano; Grupo Reponte; Grupo Rodeio; Grupo Querência; Grupo Quero-Quero; Grupo Renascença; Grupo Santo Chão; Helmo de Freitas; Leonardo; Jeferson Oliveira; Leonel Gomez; Leopoldo Rassier; Luiz Carlos Borges. Luiz Cláudio; Jair Gonçalves;  Jairo Lambari Fernandes; João Chagas Leite; João de Almeida Neto; João Luiz Corrêa; João Sampaio; Joca Martins; Jorge Freitas; Jorge Guedes; José Cláudio Machado; José Hilário Retamozo; José Mendes; Juliana Spavanello; Lenin Nuñez; Leopoldo Rassier; Lisandro Amaral; Luciano Maia; Luiz Bastos; Luiz Marenco; Luís Meneses; Luiz Carlos Borges; Mano Lima; Manolo; Marcello Caminha; Marcelo Oliveira; Marciele Paula Pelissari; Mario Barbará; Marlene Pastro; Mauro Ferreira; Mauro Moraes; Miguel Marques; Miro Saldanha; Nardel Silva; Nenito Sarturi; Neto Fagundes; Nelson Cardoso; Nico Fagundes; Nielsen Santos; Nilton Ferreira; Noel Guarany; Odilon Ramos; Omair Trindade; Os 4 Gaudérios; Os Bertussi; Os Campeadores; Os Campeiros; Os Fagundes; Os Farrapos; Os Filhos do Rio Grande; Os Guapos; Os Mateadores; Os Mirins; Os Monarcas; Os Nativos; Os Serranos; Os Tiranos; Osvaldir e Carlos Magrão; Pala Velho; Parentte; Paullo Costa; Paulinho Mocelin; Pepeu Gonçalves; Pedro Ortaça; Pedro Raimundo; Pirisca Grecco; Porca Véia; Quarteto Coração de Potro;
Quarteto Milongamento; Raineri Spohr; Renato Borghetti; Rui Biriva; Shana Muller; Sandro Coelho; Tchê Barbaridade; Tchê Chaleira; Tchê Garotos; Teixeirinha; Telmo de Lima Freitas; Tio Bilia; Tio Nanato; Valdomiro Maicá; Velho Milongueiro; Walther Morais; Wilson Paim; Xirú Missioneiro; Yangos.

## A música nativista
A música nativista é lenta e intimista. Seus maiores representantes foram Teixeirinha, José Mendes e Gildo de Freitas. A música nativista surgiu do movimento nativista que nada mais foi a busca pela valorização da cultura de um lugar, em reação à imposição ou influência de uma cultura externa, em geral dominante. Na música nativista se destacam características que são comuns aos países da região Sul da América Latina: Paraguai, Uruguai e Argentina com os quais o Rio Grande do Sul manteve um intenso contato e intercâmbio assim como prolongados conflitos.
O nativismo faz-se sentir especialmente na história dos povos ou grupos que foram colonizados e sentem que a cultura dominante se opõe ou sufoca a sua própria identidade . esses povos passam então a atuar para afirmar a sua identidade, inclusive pela via da violência (ver Movimento Nativista, muitas vezes através de revoltas e motins. Esse processo pode culminar na emancipação desse povo ou grupo ou na completa aculturação quando a cultura dominante acaba sufocando ou absorvendo e integrando os traços característicos da cultura nativa que desaparece (como acontece gradualmente com os povos indígenas) ou se torna uma faceta da cultura dominante, no caso de uma cultura nacional formada de várias nacionalidades precedentes.
Na história do sul do País, na região que hoje compreende especialmente o Rio Grande do Sul mas também pode abarcar do ponto de vista cultural Santa Catarina e porções do estado do Paraná, sempre houve uma poderosa resistência contra a incorporação da região a um projeto nacional englobando todo o Brasil. As raízes da oposição local a projeto nacional brasileiro são diversas e se articulam de forma complexa. Podemos apontar as rivalidades políticas entre os líderes locais (conhecidos como caudilhos que gozavam de um poder e autonomia comparável à de chefes de estado ou senhores feudais) e os representantes políticos de outras regiões do País que buscavam um modelo centralista baseado no Rio de Janeiro com um eixo que se estendia no sentido dos estados do Nordeste como as sedes tradicionais do Brasil Colônia.
Também podemos citar diferenças econômicas que derivaram da modalidade econômica local de pecuária extensiva com a criação de gado, que exigia uma pequena mão de obra com alta autonomia e mobilidade, em oposição à modalidade de exploração econômica vigente na região sudeste e nordeste especialmente baseada na plantation, conformada por grandes plantações que exigiam muita mão de obra e levaram à importação de uma massa de trabalhadores que conformaram a população escrava.
Além disso, devemos apontar a composição étnica da região, majoritariamente formada por imigrantes voluntários que puderam preservar as suas tradições ao mesmo tempo em que se transformavam no seu novo lar, em contato com os vizinhos: as colônias espanholas ao sul (que contribuiriam com o acervo linguístico e acrescentando a rivalidade com o norte em razão de conflitos de fronteiras; e a população nativa em declínio, os indígenas que também contribuíram com seu acervo linguístico e com o conhecimento da terra e seus produtos entre os quais se destaca um elemento característico da região e um dos símbolos de sua identidade: o chimarrão.
Então, resultado tanto da modalidade econômica que exigia pouca mão de obra e alta mobilidade para cobrir o território das estâncias que podiam ter o tamanho de estados inteiros e também como à origem da população imigrante majoritariamente do leste europeu e germânica que traziam valores e tradições muito diferentes dos primeiros colonos portugueses. Surge assim, uma nova cultura que mistura e sintetiza tudo isso adicionando uma atitude bravia e inquieta.
Reforçando isso, soma-se a situação de conflito permanente contra os vizinhos, Uruguai e Argentina, principalmente por questões limítrofes mas também como parte do tabuleiro geopolítico dos Impérios Português e Espanhol, com interferências do Império Britânico, em razão dos quais os gaúchos eram constantemente mobilizados para defender interesses que em grande medida lhes eram indiferentes ou contraproducentes, que fizeram crescer a sensação de identidade diferenciada das terras ao norte, distantes e alheias a seus problemas.
A música nativista é o gênero mais representativo da identidade da Região Sul e é reconhecível além dos limites nacionais sendo típico da Argentina, Uruguai, Paraguai e extremo sul do Brasil), enfatiza o amor pelas tradições representado pelo ente folclórico denominado Gaúcho, o Campo, o Cavalo, os valores, a culinária regional e a Mulher.
Popularmente, nativista e tradicionalista são sinônimos, mas a primeira antecede e envolve a segunda.

## A música tradicionalista
As músicas gaúchas são variações de músicas que animavam as danças de salão centro-européias no século XIX. A valsa, a polca e a mazurca, foram adaptados para vaneira, vaneirão, chamamé, milonga, rancheira, polonaise e chimarrita (derivada do termo “chimarrão” comentado acima). Tem como temas a natureza e o ambiente: a terra, o chão, os costumes, o cavalo. As letras giram em torno das origens da identidade e a sensação de perda com as mudanças sociais e históricas e tem como protagonista o Gaúcho.
Entre todos, o ritmo genuinamente desenvolvido na região rio-grandense é o “Bugio” (ou bugiu), que surge em 1928, nas produções do gaiteiro “Neneca Gomes”, Wenceslau da Silva Gomes. A sonoridade é inspirada no ronco dos macacos bugios (o primata Alouatta guariba clamitans), que habitam as matas do Sul da América e cujo som só pode ser imitado pelo acordeom, um instrumento típico dos imigrantes centro-europeus. No começo, o Bugio foi menosprezado, afinal era estranho e irreverente e associado aos estratos sociais mais baixos, e tachado de obsceno mas, com a passagem do tempo e com o impulso Movimento Nativista que buscava intensamente traços locais em oposição a “traços brasileiros”, e especialmente a partir dos anos 70 com o surgimento da Califórnia da Canção Nativa(“Califórnia” com o sentido de riqueza) foi ganhando reconhecimento ao ponto de atualmente ocorrer anualmente um festival "nativista" conhecido como "O Ronco do Bugio"..
A Califórnia da Canção Nativa, cujo primeiro evento aconteceu na cidade de Uruguaiana, despertou um grande interesse do público e do Governo do Estado do Rio Grande do Sul na promoção da cultura gaúcha o que impulsionou os festivais, quase sempre promovidos por associações chamadas Centro de Tradições Gaúchas (CTG’s) locais articulados em redes de alcance estadual, e com o tempo nacional, a medida que os migrantes do sul se deslocavam para o norte mas mantendo suas tradições,  que incentivaram músicos e compositores que atuavam no interior ou em eventos de pequeno alcance ou reconhecimento a lançarem novas produções e estilos, popularmente chamados de "música nativista". Essa música é formada por ritmos preexistentes, especialmente a milonga e o chamamé, porém com canções mais elaboradas e com letras quase sempre dedicadas ao Rio Grande do Sul, suas tradições e o personagem representativo da sua cultura, o Gaúcho.
A contribuição da cultura “gaúcha”, entendida como a cultura majoritária do Rio Grande do Sul, também tem uma forte presença nas festas típicas dos descendentes de alemães, a Música folclórica alemã, em festivais como a Oktoberfest de Santa Cruz do Sul e a Oktoberfest de Igrejinha.

## Características
Destacam o uso de metáforas nutridas pelo meio rural idealizado, por exemplo, na canção "Desgarrados" se canta a saudade de ex-trabalhadores rurais que se mudaram para a cidade como animais desgarrados de seu rebanho,
"Sopram ventos desgarrados, carregados de saudade”.
O meio urbano, impróprio do peão os sujeita à degradação.
O cavalo é idealizado e personificado como materialização dos ideais e tradições e do próprio gaúcho. E, por vezes, a representação do próprio gaúcho e seu destino.
Na canção “Florêncio Guerra”, de Luis Carlos Borges, o cavalo está velho e o patrão ordena sacrificá-lo e o peão morre depois de cumprir a ordem:
"O patrão disse a Florêncio que desse um fim no matungo/ Quem já não serve pra nada não merece andar no mundo/ A frase afundou no peito e o velho não disse nada
[…]
Acharam Florêncio morto por cima do seu cavalo..."

## A música gaúcha e a diversidade da música brasileira
Ainda que esteja firmemente integrada ao Brasil, a música do sul do País geralmente não é considerada representativa da cultura brasileira, talvez por ser comum à região do Cone Sul (Uruguai, Paraguai e Argentina) não sendo exclusiva como outros gêneros apontados como tipicamente brasileiro assim como o carnaval, por exemplo. A cultura negra no Rio Grande do Sul ocupa um espaço de resistência junto com o elemento índio, formando as Tribos Carnavalescas nos espaços festivos lembrando sempre que o Rio Grande do Sul, apesar de sua especificidade, também está permeado da cultura brasileira que lhe estende pontes permanentemente.
O próprio Gaúcho, símbolo máximo da cultura rio-grandense é um personagem complexo pois é um produto da realidade da fronteira. O gaúcho é o filho mestiço de colonos e fugitivos que se encontrava à margem da precárias sociedades que se articulavam à sombra de conflitos intermitentes e se misturava com índios nômades, escravos fugidos, soldados desertores e seu estilo de vida nômade só era possível nas grandes extensões dos Pampas, uma vasta extensão de terra sem autoridades ou limites claros. A medida que a região se pacificava e modernizava, deixando para tras guerras, revoltas e conflitos entre caudilhos, modernizando a indústria, cercando campos e estendendo estradas, o estilo de vida do gaúcho foi se tornando cada vez mais inviável e ele migrou para as cidades passando a engrossar as faixas mais pobres da população. Então, o que se chama Nativismo se constitui de um contexto histórico determinado e perdido que se sustenta só pela busca ativa de manter traços de identidade regional resgatando aqueles elementos já desaparecidos mas evocados com nostalgia. Nas atuais manifestações do Nativismo/Regionalismo se entrecruzam elementos europeus, indígenas e negros indistintamente que se refletem no próprio rosto dos cantores e autores mais reverenciados, em sua maioria mestiços que vivem mais do que defendem a sua cultura.
Se a Cultura Brasileira é mestiça, também o é a cultura rio-grandense que com toda a sua riqueza e profundidade é mais uma face dela, identificável mas indissociável.